# Ван (Турция)
Вижте пояснителната страница за други значения на Ван.
Ван (на турски: Van, на кюрдски Wan, Уан) е град и административен център на едноименния вилает в Турция, седемнадесетият град по големина в страната. Разположен е в източната част на Турция, близо до източния бряг на езерото Ван. Населението на Ван през 2018 г. е 1 123 784 души.

## История
- IX век преди н.е.—VI век преди н.е. – на мястото на днешния град се е намирал Тушпа, столица на държавата Урарту (известна и като Ван)
- VI век преди н.е. – III век преди н.е. – част от сатрапите на Армения в състава на Парфия
- II век преди н.е. – 387 г. – част от Велика Армения
- 364 – разрушен е от сасанидски войски
- 387 – VII век – част от Византия
- VIII – 885 – част от арабските завоевания
- 885 – 1045 – част от Багратидска Армения
- X век – столица на Васпураканското царство
- Втора половина на XIV век – два пъти разрушаван от войските на Тимур

При избухването на Балканската война в 1912 година 15 души от Ван са доброволци в Македоно-одринското опълчение.

## Личности
Родени във Ван
- Дикран Абрамян, 20-годишен, македоно-одрински опълченец, носач, ІV отделение, 12 лозенградска дружина[2]
- Манук Агопян, 40-годишен, македоно-одрински опълченец, 12 лозенградска дружина[3]